# Fight
《fight》是日本歌手YUI的第21张单曲，亦是迄今为止其以YUI个人名义所发行的最后一张新单曲。2012年9月5日由gr8!records发售。

## 概述
这张单曲是YUI自2011年11月发售专辑《HOW CRAZY YOUR LOVE》10个月以来第一次发布新的歌曲。这次发行与上张单曲《Green a.live》发行已有11个月之遥，是在《SUMMER SONG》到《again》后最长的单曲发行间隔。
初回生産限定盤包含了前作《Green a.live》MV，收錄在附带的DVD之中。
主打歌《fight》在经由松本望编曲后，被选作2012年度NHK全国学校音乐合唱比赛中学部課題曲的合唱曲，其后又成為NHK《R的法則》的主題曲 。它的歌词被评为“现实”。YUI曾说“接受现实，你总会看到新的希望”。。

## 收錄曲
全曲、作詞/作曲：YUI
CD
1. fight (4:59)
  - 編曲：COZZi

第79回(2012年度)「NHK全国学校音乐合唱比赛」中学部課題曲。
NHK「NHKみんなのうた」2012年8・9月度使用曲。
2. If you (2:44)
  - 編曲：HISASHI KONDO
3. Happy Birthday to you you 〜YUI Acoustic Version〜 (4:13)
  - 編曲：northa+

第2张专辑《CAN'T BUY MY LOVE》收錄曲的民謠結他風格版本。
4. fight ~Instrumental~ (4:58)

DVD（初回生産盤）
1. Green a.live （Video Clip）

## 脚注
1. ↑  独立单曲「It's happy line」除外
2. 1 2  . mFound. 2012-08-01  [2012-09-05]. （原始内容存档于2016-03-06）.
3. 1 2  . オリコン. 2012-08-01  [2012-09-05]. （原始内容存档于2019-10-16）.
4. ↑  . . April 26, 2012. NHK.
5. ↑  . ナタリー. 2012-08-03  [2012-09-05]. （原始内容存档于2012-10-02）.